# Margareta Palmqvist
Ida Margareta Palmqvist, född 21 november 1928 i Häradshammars församling i Östergötlands län, är en svensk politiker (socialdemokrat) och riksdagsledamot 1979–1988, samt ersättare under oktober 1976.